# 근친조
음악에서 근친조 (또는 가까운 조)는 먼 조와 달리 원조와 많은 음들을 공유하는 조성이다. 근친조에는 원조의 으뜸화음 및 감3화음을 제외한 각각의 모든 화음을 으뜸화음으로 한 조성과 같은 으뜸음을 가진 조성이 있다. 
C장조의 근친조에는 d단조, e단조, F장조, G장조, a단조, 그리고 c단조가 있으며, a단조에게는 A장조, C장조, d단조, e단조, F장조, 그리고 G장조가 있다.

## 같이 보기
- 흔한 코드